# ملعب الشعب الدولي
ملعب الشعب الدولي هو ملعب كرة قدم يقع في بغداد في العراق افتتح عام 1966.

## تاريخ إنشائه
يقع ملعب الشعب في بغداد جانب الرصافة. وضع حجر الأساس رئيس الوزراء عبد الكريم قاسم يوم 19 تموز 1962 على أرض مساحتها 200,000 متر مربع، ويتألف المشروع من عدة اقسام اهمها ملعب أولمبي كبير وملعب كرة سلة والمسبح وملاعب تدريب. وبدء العمل بعد اتفاقية بين الحكومة وشركة (كولبنكيان) البرتغالية ومقرها في لشبونة ويشرف على إدارتها كالوست كولبنكيان، وهو رجل أعمال أرمني. وكان كولبنكيان يملك حصة من نفط العراق ويحتفظ بنسبة 5% من مجموع الأسهم النفطية. وتم العمل الحقيقي لبناء هذا الملعب في عهد عبد السلام عارف ليكون أكبر ملعب في العراق ويتسع إلى 40 ألف متفرج وتصميم الملعب على شكل الحروف (COI) .

## الافتتاح
افتتح الملعب في 6 نوفمبر 1966 من قبل عبد الرحمن عارف وجرت عليه مباراة الافتتاح الودية التي جرت بين منتخب العراق ونادي بنفيكا البرتغالي الذي حصل في نفس العام على المرتبة الثالثة في بطولة العالم التي أقيمت في إنكتلرا وفاز نادي بنفيكا بهدفين مقابل هدف واحد تقدم النادي البرتغالي بهدف ثم أدرك العراق التعادل عن طريق قاسم زوية وقبل نهاية المباراة بدقائق سجّل أوزيبيو هدف الفوز لبنفيكا لتنتهي المباراة بفوز النادي البرتغالي 2-1 في أول مباراة تُقام على ملعب الشعب الدولي وقادها الحكم فهمي القيمقجي وساعده سعدي عبد الكريم وصبحي أديب.

## أحداث في ملعب الشعب

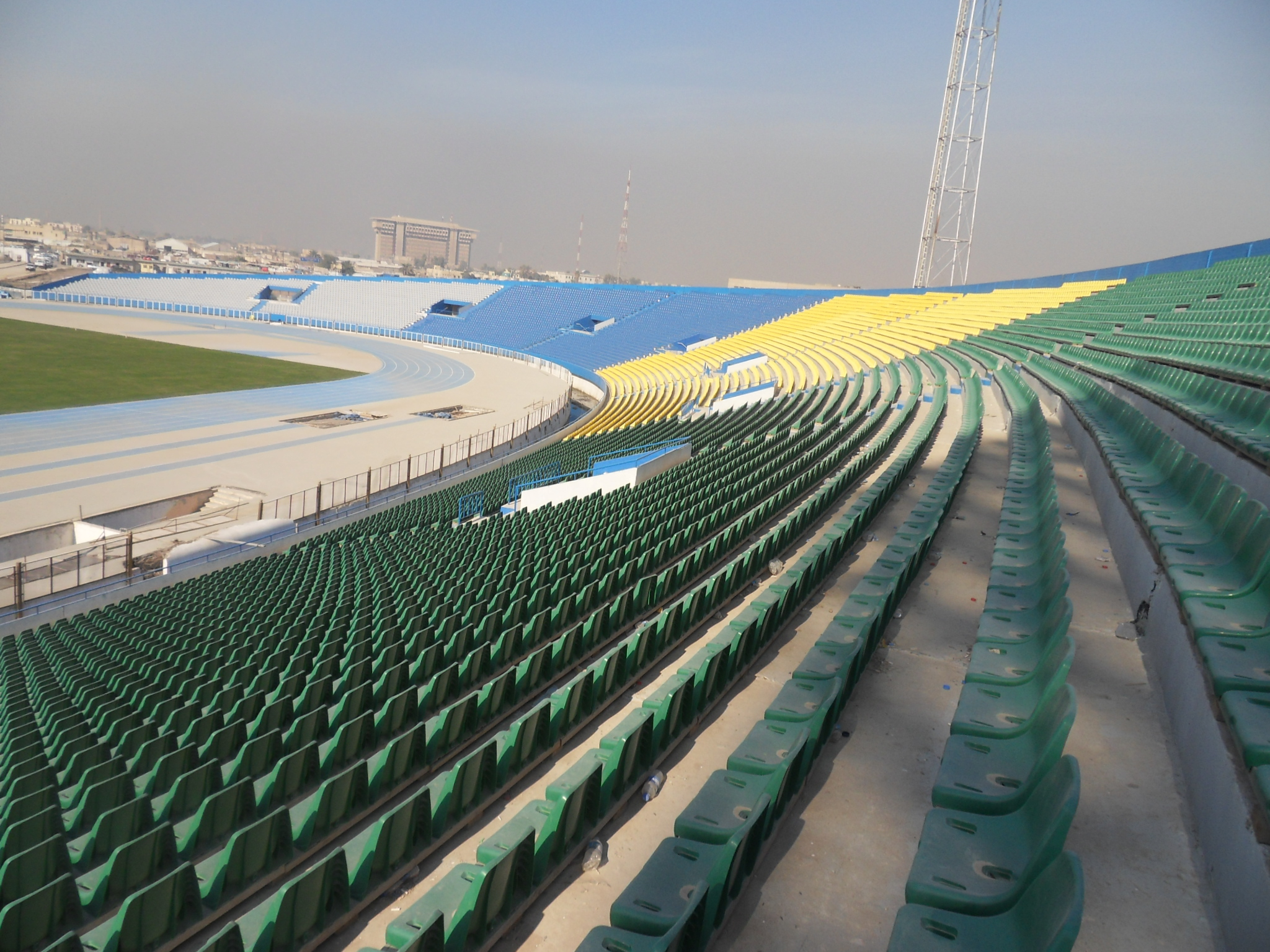
مدرجات ملعب الشعب

شهد ملعب الشعب الكثير من الأحداث بعد افتتاحه وعلى مر أكثر من أربعين عام... ومن الأحداث الأليمة التي حدثت في ملعب الشعب هو طيران السقف الوحيد الذي يغطي المقصورة الرئيسية في عاصفة ترابية عام 1969. حيث كانت مباراة بين القوة الجوية ومصلحة نقل الركاب والتي انتهت بالتأجيل، وشهد الملعب بعدها بطولات عديدة منها:

### كأس الخليج العربي
احتضن الملعب بطولة كأس الخليج العربي 5 عام 1979، والتي أقيمت من 23 آذار إلى 9 نيسان 1979، وقد شاركت في هذه البطولة جميع الفرق الخليجية واستطاع منتخب العراق لكرة القدم أن يفوز بلقبها بعد أن فاز في جميع مبارياته، وقد حصل لاعب العراق حسين سعيد على لقب هدّاف الدورة برصيد عشرة أهداف، وحصل حارس مرمى المنتخب العراقي رعد حمودي على جائزة أفضل حارس مرمى في الدورة، وحصل منتخب الكويت لكرة القدم على المركز الثاني وجاء في المركز الثالث منتخب السعودية لكرة القدم.

### كأس العالم العسكرية
كذلك استضاف ملعب الشعب بطولة كأس العالم العسكرية لكرة القدم عام 1968 التي فازت بها اليونان وكذلك في عام 1972 حيث قاد عادل بشير وعمو بابا منتخب العراق العسكري للفوز بالبطولة حيث تعادل مع تركيا (2-2)، وسجل للعراق دوكلاص عزيز وعبد الرزاق أحمد بشير وفاز على اليونان بهدف سجّله عمو يوسف وتعادل مع إيطاليا بعد هدف صاروخي سجله عبد الرزاق أحمد، وفي المباراة الحاسمة فاز العراق يومها على ساحل العاج بثلاثية علي كاظم وعمو يوسف الذي سجّل هدفين.

### مباريات دولية
كذلك احتضن الملعب مباريات ودية دولية منها مع منتخب مصر عام 1983 وفلامنغو البرازيلي الذي كان يلعب معه سقراط وزيكو وخسر العراق حينها بهدفين، ومع رومانيا عام 1986. كما شهد ملعب الشعب أكثر مبارتين حزناً للجمهور الرياضي العراقي، وهي مباراة منتخبنا أمام الكويتي الأولمبي ضمن تصفيات أولمبياد موسكو في بغداد يوم 31 آذار 1980 يوم خسر العراق بنتيجة 3-2 بعد احتساب الحكم الماليزي ضربة جزاء ضد لاعب المنتخب حسن فرحان أنهت آمال المنتخب العراقي بالصعود إلى الأولمبياد. ومن المباريات المهمة على ملعب الشعب هي المباراة مع قطر ضمن المنافسات المؤهلة للدور الثاني من تصفيات كأس العالم 1990 يوم أخطأ الحارس أحمد جاسم وسجّل هدف قطري في مرماه في الدقيقة الأخيرة من المباراة المصيرية بعد أن كان المنتخب العراقي متقدماً بنتيجة 2-1 كما احتضن ملعب الشعب أَقوى مباريات الدوري العراقي التي جمعت الزوراء والقوة الجوية والشرطة والطلبة والرشيد.

## ملعب الشعب والغزو الأمريكي للعراق
في التاسع من أبريل سنة 2003 بعد الغزو الأمريكي للعراق قصفت الطائرات الامريكية ملعب الشعب الدولي بشكل مكثّف عمل ضرراً كبيرًا بمدرجاته وحدثت حفرة كبيرة في وسطه فأغلق بعدها، واستخدم كمهبط للطائرات المروحية الأمريكية على أرضه. أُعيد بعد ذلك إعمار ملعب الشعب ليعود للحياة بعد اتفاق جرى بين أحمد الحجية رئيس اللجنة الأولمبية وحسين سعيد رئيس الإتحاد العراقي لكرة القدم وعلي فائق الغبان وزير الشباب والرياضة كما خصص الحاكم المدني الأمريكي في العراق بول بريمر مبلغ ثلاثة ملايين دولار في 8 أبريل 2004، وشملت عملية الإعمار زرع أرضية الملعب بالثيل الأجنبي ووضع مبازل لتصريف المياه وذلك بعد أن أُزيلت التربة وبدلت وفرشت بالرمل الناعم وتم تصليح ساعة الملعب وتبديل السياج وتصليح المدرجات وتغيير مكان بيع التذاكر ببناء بناية خاصة لذلك وتوفير إنارة جيدة للملعب ومرشاة الثيل وغيرها من الأدوات.
أعيد افتتاح ملعب الشعب وعاد ليحتضن مباريات الدوري العراقي وأُقيمت فيه احتفالية جماهيرية بمناسبة عودة الروح إليه. يومها أهدى فريق الزوراء جمهوره فوزاً ثميناً على فريق الشرطة في افتتاح مباريات دوري النخبة حينها استطاع نادي الزوراء أن يزرع هدفين في مرمى نادي الشرطة جاءا في الشوط الثاني من المباراة.

## في ملعب الشعب
يحوي ملعب الشعب رفات عمو بابا الذي دُفن فيه بحسب وصيته. إضافة إلى جدارية تمثل المنتخب العراقي الفائز بكاس آسيا 2007 وفي عام 2010 قام رئيس حكومة إقليم كردستان نيجرفان برزاني بمبادرته لهذا الملعب التاريخي حيث قامت شركة بتجديد الملعب وتجديد الأرضية بالعشب السويدي بإشراف شركة بريطانية، وتم افتتاحه بالحُلة الجديدة في 2011 في مباراة القمة بين فريقي الزوراء والقوة الجوية.